# Marka, Oslo

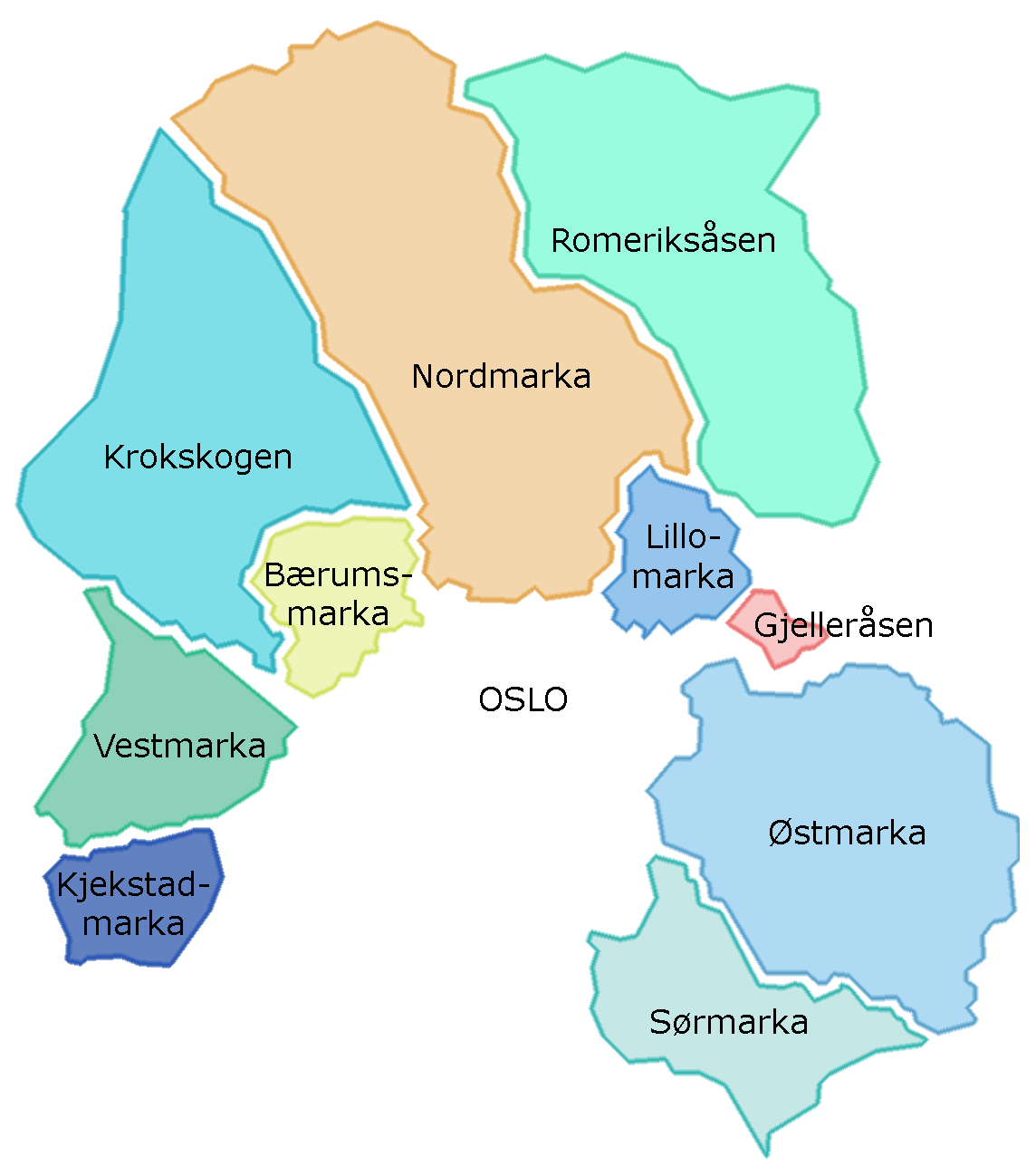
Oslomarka omger Centrala Oslo och de 15 stadsdelarna.

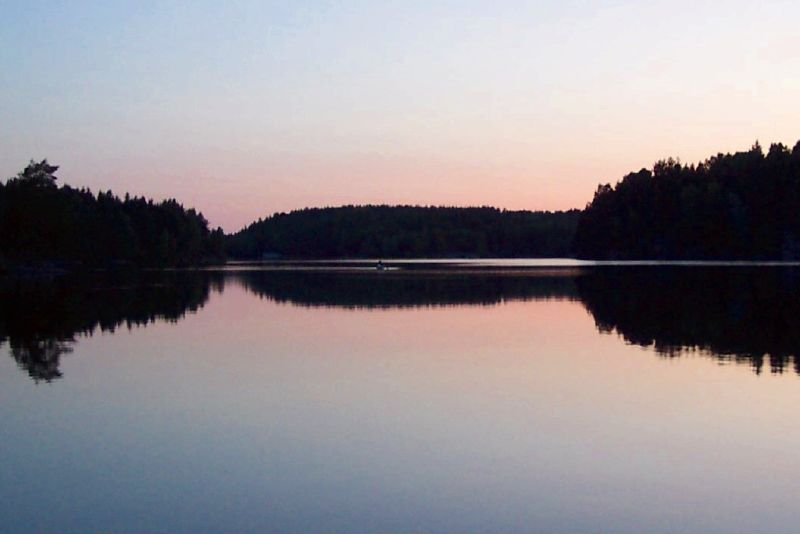
Nøklevann i Østmarka.

Marka är ett skogsområde som omger Oslo, Norge. Det omfattar Kjekstadmarka, Vestmarka, Krokskogen, Bærumsmarka, Nordmarka, Romeriksåsen, Lillomarka samt Østmarka. Lillomarka, Østmarka och delar av Nordmarka tillhör Oslo kommun och benämns gemensamt som Marka. Marka har 1 610 invånare (2020) och en areal på 301,1 km².

## Kjekstadmarka
Kjekstadmarka är en sydvästlig del av Oslomarka. Området sträcker sig över Askers kommun i Akershus fylke samt kommunerna Røyken och Lier i Buskerud fylke. I den kuperade terrängen är berget Brennåsen den högsta punkten med 360 meter över havet.

## Vestmarka
Vestmarka sträcker sig österut från Bærums och Askers kommuner i Akershus fylke till kommunerna Lier och Hole i Buskerud fylke. Området domineras av åsar på upp till 481 meters höjd över havet. Områdets högsta punkt är Kraftkollen. Branta sluttningar leder ner från åsarnas platåer dalgångar rika på skiffer från kambrosilur. Vestmarka är ett viktigt friluftsområde med övernattningsstugor, skidanläggningar och backhoppningsbackar. Namnet Vestmarka har använts sedan 1890-talet. Marka är ett område där bilar och motorfordon är förbjudna. Grusvägarna genom Marka är stängda med bommar men det finns stora parkeringsplatser utanför bommarna.

## Krokskogen
Området Krokskogen omgärdas i väster av Tyrifjorden, i öster av Sørkedalen. Krokskogen sträcker sig mellan sjön Øyangen i norr och till Sollihøgda i syd. De tre högsta topparna i Krokskogen är Oppkuven (704 meter över havet.), Ringkollen (702 meter) samt Gyrihaugen (682 meter).

## Bærumsmarka
Bærumsmarka i Bærums kommun är en del av Oslomarka. Geologiskt tillhör området det så kallade Oslofältet. Bærumsmarka, som är cirka 70 kvadratkilometer till ytan, genomkorsas av vandringsleder och skidspår. Tjæregrashøgda är den högsta toppen: 485 meter över havet. 1985 bildades föreningen Bærumsmarkas Venner i syfte att förhindra framtida exploatering av området.

## Nordmarka
Nordmarka är ett skogsområde mellan tätorterna kring Oslo och Hadeland. Administrativt omfattar Nordmarka delar av kommunerna Oslo, Jevnaker, Lunner och Nittedal. Åsar präglar landskapet med flera toppar på över 700 meter över havet. Svarttjernhøgda (717 meter) i Jevnaker är högst. I Nordmarka ligger Oslos högsta punkt, Kjerkeberget på 631 meter. Nordmarka är rikt på vattendrag, varav det största Maridalsvannet, mäter 3,9 kvadratkilometer; denna insjö är dricksvattentäckt för Oslo. Nordmarka avvattnas bland annat genom Akerselva via Maridalsvannet samt genom Glomma via Hakadalselva/Nitelva.  
Nordmarka tillhörde kronan under medeltiden. På 1300-talet övertogs en del av kyrkan. På 1600-talet arrenderade kungamakten ut en del skog bort till privatpersoner. I samband med detta anldes de äldsta gårdarna, till exempel Nordmarksgodset som har ägts av Herman Wedel-Jarlsberg och Norges statsminister i Stockholm Carl Otto Løvenskiold. Godset var 2010 alltjämt i släkten Løvenskiolds ägo.  
Nordmarka är ett väl använt friluftsområde med många markerade vandringsleder. 1995 upprättades naturreservatet Spålen-Katnosa. Det är 18,2 kvadratkilometer. Sedan slutet av 1600-talet har vattenståndet i sjöarna reglerats för att underlätta timmerflottning. Inom området återfinns radio- och tv-sändaren Tryvannstårnet samt skidanläggningen Holmenkollen. I Nordmarka ligger åsen Kikut.

## Romeriksåsen
Området Romeriksåsen sträcker sig över sex kommuner i Akershus fylke Lunner, Oppland, Nannestad, Gjerdrum, Nittedal och Skedsmo. Den högst belägna punkten Paradiskollen når 670 meter över havet.